# Головачёв, Григорий Филиппович
Григорий Филиппович Головачёв (19 октября 1918, Акмолинская область — 23 апреля 1978, Омская область ) — командир расчёта 82-мм миномёта миномётной роты 327-го гвардейского горно-стрелкового полка, гвардии старшина, полный кавалер ордена Славы.

## Биография
Родился 19 октября 1918 года в селе Яковлевка, Горьковского района Омской области. Окончил 4 класса. Работал слесарем в МТС.
В 1938—1940 годах проходил срочную службу в Красной Армии. Участвовал в боях на реке Халхин-Гол в 1939 году. В 1941 году вновь призван в армию. В боях Великой Отечественной войны с июля 1941 года. Член ВКП/КПСС с 1943 года. К весне 1944 года гвардии старшина Головачёв — командир расчёта миномётной роты 327-го гвардейского горно-стрелкового полка 128-й гвардейской горно-стрелковой дивизии.
9-12 мая 1944 года на подступах к Севастополю и в районе мыса Херсонес расчёт гвардии старшины Головачёва точным огнём подавил 3 огневые точки противника. Поддерживая наступление стрелковых подразделений, уничтожил 2 пулемёта с расчётами и до 20 противников.
Приказом от 28 июня 1944 года гвардии старшина Головачёв Григорий Филиппович награждён орденом Славы 3-й степени.
19-20 февраля 1945 года в боях за населённый пункт Старый Живец гвардии старшина Головачёв со своим расчётом подавил огонь вражеского пулемёта, участвовал в отражении 5 контратак.
Приказом от 24 марта 1945 года гвардии старшина Головачёв Григорий Филиппович награждён орденом Славы 2-й степени.
В апреле 1945 года в боях за освобождение города Моравска-Острава гвардии старшина Головачёв с расчётом вывел из строя 2 пулемёта, 2 гранатомёта, рассеял до взвода вражеской пехоты, подавил 3 огневые точки противника.
В 1945 году был демобилизован. Вернулся на родину.
Указом Президиума Верховного Совета СССР от 15 мая 1946 года за исключительное мужество, отвагу и бесстрашие, проявленные на заключительном этапе Великой Отечественной войны в боях с вражескими захватчиками, гвардии старшина Головачёв Григорий Филиппович награждён орденом Славы 1-й степени. Стал полным кавалером ордена Славы.
Жил в селе Сухое Горьковского района Омской области. Работал слесарем-механиком в совхозе. Скончался 23 апреля 1978 года.
Награждён орденами Красной Звезды, Славы 3-х степеней, медалями.
Его именем названы улицы в сёлах Горьковское и Сухое.